# Encefalite di Murray Valley
L'encefalite di Murray Valley (conosciuta anche con l'acronimo MVE ed in passato con il nome di encefalite australiana o malattia X australiana) è una rara forma di encefalite causata dal virus di Murray Valley, un arbovirus di gruppo B (flavivirus), correlato, ma distinto rispetto al virus dell'encefalite giapponese,  il gruppo include anche il virus del Nilo Occidentale (WNV) e il virus Kunjin (KUNV), un sottotipo del WNV scoperto in Oceania.
La malattia può essere trasmessa all'uomo a seguito della puntura di una zanzara.
La maggior parte dei soggetti che si infettano con questo flavivirus restano asintomatici oppure manifestano solo sintomi minori, in particolare malessere generale, astenia e febbre di lieve entità.
Solo un numero ridotto di soggetti infetti svilupperà una forma grave di infezione, ovvero un processo infiammatorio coinvolgente l'encefalo. Sia pure raramente, la malattia nell'uomo può condurre a danni neurologici permanenti e alla morte.
L'encefalite di solito si verifica nell'Australia nord-occidentale e nella Papua Nuova Guinea. Ad eccezione di alcuni focolai epidemici solo pochi casi umani all'anno vengono riportati da queste aree endemiche.
In queste regioni e talvolta anche nel sud-est dell'Australia le condizioni climatiche (forti piogge che favoriscono inondazioni in associazione al clima caldo) risultano molto favorevoli alla riproduzione degli uccelli e delle zanzare.
Nel corso dell'ultimo secolo in queste stesse zone la malattia si è caratterizzata per l'insorgenza di alcuni focolai epidemici, con lunghi anni di intermezzo nel corso dei quali è stata registrata l'insorgenza solo di pochissimi casi.

## Storia
Le prime epidemie di encefalite di Murray Valley si sono verificate nel 1917 e nel 1918 nel sud-est dell'Australia, dopo anni di elevata piovosità. Tra il 1917 ed il 1925 furono registrati 280 casi di encefalite, con un tasso di mortalità del 68%. 
Il virus fu isolato per la prima volta da campioni umani nel 1951 durante un'epidemia nella valle di Murray, in Australia.
Più recentemente, nel 1974, si verificò una nuova ondata di epidemia, e fu in questa occasione che la malattia prese il suo nome definitivo di encefalite australiana.
Le epidemie generalmente si verificano a causa di uccelli oppure di zanzare infette che migrano da aree endemiche a zone non endemiche. 
Il governo del Nuovo Galles del Sud, con capitale Sydney, ed altri stati australiani, come misura di sicurezza della salute pubblica e sistema di preallarme, hanno posizionato dei «gruppi sentinella» di polli in vicinanza di noti siti di riproduzione degli uccelli. Questi gruppi sentinella vengono periodicamente testati per la MVE durante la stagione riproduttiva delle zanzare.
In altri stati sono stati attivati dei programmi di "cattura di zanzare" per monitorare l'attività del virus nella popolazione di zanzare. Tuttavia alcune difficoltà intrinseche di questi programmi e limitazioni tecniche al momento rendono questi programmi di difficile esecuzione e pertanto il loro impiego per un monitoraggio in tempo reale appare scarsamente utile.

## Eziologia
Questa encefalite è causata dall'agente virale di Murray Valley, un virus trasmesso da una zanzara che si mantiene in un ciclo uccelli-zanzara-uccelli.
Gli uccelli acquatici appartenenti all'ordine dei Ciconiformi, ordine che comprende gli aironi e cormorani, rappresentano il serbatoio naturale del virus di Murray Valley. 
Il vettore principale è stato identificato nella zanzara annulirostris Culex. L'infezione dell'uomo avviene solo ed esclusivamente a seguito di puntura di zanzare infette. Il virus non può infatti essere trasmesso da persona a persona.
L'annulirostris Culex si riproduce in acque dolci ed è facile ritrovarla in primavera, estate e autunno nelle zone circostanti fiumi, paludi e altre zone umide naturali, acque di irrigazione e lungo le zone costiere dell'Australia nord-occidentale.
Questa zanzara tende ad essere più attiva, ovvero a pungere con maggiore facilità, al tramonto e nelle prime ore della sera. Riprende quindi a pungere verso l'alba. Come già accennato sopra il virus infetta in particolare alcune specie di uccelli acquatici, tra cui l'airone australiano Rufous Night. Le zanzare, a loro volta, si infettano nutrendosi di uccelli infetti. Una zanzara infetta può pungere un essere umano e trasmettere quindi l'infezione.
Il virus può occasionalmente infettare altri animali come i cavalli, canguri e uccelli non acquatici. In questi casi è stato però appurato che la MVE non può essere passato da questi animali all'uomo.

## Segni e sintomi
Il periodo di incubazione che fa seguito all'esposizione al virus è variabile da circa 1 a 4 settimane.
La maggior parte delle persone che vengono infettate dal virus dell'encefalite di Murray Valley non manifesta alcun disturbo. Tuttavia alcune persone possono accusare disturbi di lieve entità come malessere generale associato a febbre, lieve cefalea, perdita di appetito, nausea e vomito. 
Talvolta si possono associare disturbi intestinali (in particolare diarrea), mialgie diffuse e un rash cutaneo.
Solo molto raramente l'infezione virale può comportare gravi disturbi di tipo neurologico secondari allo sviluppo di una encefalite. In questi casi il paziente può presentare una grave forma di cefalea, rigidità della muscolatura del collo, una eccessiva sensibilità alle fonti di luce (fotofobia), confusione mentale e ridotto stato di vigilanza con tendenza all'assopimento.
I sintomi che caratterizzano la fase di presentazione della malattia possono progredire fino ad interferire con la coordinazione dei movimenti, dell'equilibrio e dell'eloquio.
In alcuni soggetti la sintomatologia evolve fino allo sviluppo di crisi convulsive, tremori di tipo parkinsoniano, paralisi di nervi cranici, neuropatia periferica, perdita completa dello stato di coscienza, coma e infine la morte. 
Nelle ultime epidemie di encefalite di Murray Valley è stato riscontrato un tasso di mortalità compreso tra il 15 ed il 30%. 
Tra i soggetti che si riprendono dalla encefalite di Murray Valley è possibile che si verifichino delle complicanze neurologiche permanenti (in una percentuale che può interessare il 30–50% dei sopravvissuti). Solo un 40% dei soggetti colpiti dall'encefalite ha una ripresa completa.
A seguito di una avvenuta infezione il soggetto sviluppa un'immunità permanente al virus.

## Diagnosi
Quando un paziente inizia ad accusare una sintomatologia compatibile con quella della MVE e si è effettivamente trovato in una zona endemica per il l'encefalite di Murray Valley durante la stagione umida, quando con maggiore frequenza si verificano epidemie, è necessario sospettare questo tipo di infezione.
La diagnosi di MVE deve essere confermata da specifici esami di laboratorio. In particolare è possibile rilevare un aumento significativo degli anticorpi specifici anti MVE virus nel siero del sangue del paziente.

### Esami di laboratorio
I pazienti tendono inizialmente a sviluppare una neutropenia lieve, generalmente senza evidenza di trombocitopenia. In molti casi l'evoluzione successiva comporta la comparsa di leucocitosi e neutrofilia, trombocitosi con iponatremia lieve, ma senza evoluzione verso l'insufficienza renale.
Nella maggior parte dei casi è anche possibile riscontrare entro pochi giorni dal ricovero ospedaliero una importante elevazione della alanina aminotransferasi (ALT) associata ad un incremento della γ-glutamil transferasi. Un incremento della fosfatasi alcalina è invece infrequente, e, se presente, può essere indicativo di un deterioramento della funzione epatica,  similmente a quanto può accadere in corso di encefalite da virus del Nilo Occidentale.
In molti pazienti i livelli di creatinina chinasi (CPK) si elevano in modo significativo. 
Gli indici di flogosi, come la velocità di eritrosedimentazione (VES) e la proteina C-reattiva (PCR) risultano elevati sia al momento della presentazione in ospedale che per più giorni consecutivi durante il ricovero ospedaliero.
L'esecuzione di una puntura lombare ed il prelievo di liquido cerebrospinale nei pazienti con encefalite mostra una evidente pleocitosi che talvolta, ma non sempre, può essere a predominanza mononucleare. Anche la concentrazione delle proteine nel liquor può apparire moderatamente elevata, mentre la concentrazione di glucosio risulta tendenzialmente bassa, spesso inferiore al 50% della concentrazione ematica.
Gli anticorpi anti-virus MVE, di tipo IgM, sono rilevabili nel siero dei pazienti, e talvolta anche nel loro liquido cerebrospinale. Questo tipo di anticorpi IgM risulta presente anche a distanza di oltre un mese nel siero di soggetti adulti e pediatrici, e talvolta perfino nella fase di convalescenza. Le IgM sieriche anti virus MVE sono pertanto considerate il test più sensibile nella diagnosi precoce di encefalite di Murray Valley.
La ricerca di RNA virale tramite tecniche di reazione polimerasica a catena su liquido cerebrospinale risulta difficoltosa e spesso negativa, suggerendo una bassa concentrazione virale durante la fase encefalitica acuta.

### Esami strumentali
Nel sospetto di un'encefalite si ricorre spesso alla esecuzione di scansioni cerebrali attraverso una tomografia computerizzata (TC). Queste nella maggior parte dei casi risultano nei limiti di norma al momento della presentazione dei primi sintomi di encefalite da flavivirus. 
Talvolta è comunque possibile individuare un'attenuazione a livello del talamo, o dei lobi temporali.
In casi più rari è stata segnalata la presenza di edema cerebrale diffuso.

L'esecuzione di una risonanza magnetica cerebrale (MRI) può mettere in evidenza cambiamenti a livello del talamo, dei gangli della base, del tronco encefalico, delle strutture subcorticali e dei lobi temporali, in particolare una iperintensità del segnale nelle immagini T2 pesate. Molti pazienti presentano un enhancement leptomeningeo che sembra correlare con deficit neurologici da lievi a moderati, e questo in accordo con quanto già rilevato in altri studi su soggetti adulti affetti da encefalite del Nilo Occidentale.

Per quanto riguarda l'elettroencefalogramma (EEG) è necessario avere presente che tendenzialmente non mette in evidenza alcun tipo di attività focale.

## Prevenzione
Gli individui che si trovano costretti a frequentare aree in cui il virus è endemico debbono mettere in atto ogni tipo di precauzione atta ad evitare di essere punti dalle zanzare. Quando ci si trova all'esterno degli edifici è opportuno utilizzare indumenti attillati (meglio se di colore chiaro) e calzature coprenti.
Appare inoltre opportuno ricorrere ad una sostanza repellente gli insetti, di provata efficacia, che deve essere stesa su tutta la cute esposta. Queste sostanze repellenti vanno riapplicate nel giro di alcune ore, in particolare se a causa della sudorazione (legata ad esempio ad un clima particolarmente caldo oppure all'esecuzione di esercizio fisico) la protezione del repellente risulta meno efficace.
Si deve tenere presente che le zanzare che trasportano il virus sono di solito più attive nelle prime ore dopo il tramonto e con l'approssimarsi dell'alba. Per questo motivo, se possibile, è opportuno prestare particolare attenzione alla prevenzione in queste ore. I prodotti botanici a base, ad esempio, di eucalipto, citronella e sostanze simili, forniscono solo protezione limitata.
I migliori repellenti antizanzare si basano su alcuni noti composti chimici, tra cui il DEET (Dietiltoluamide), il cui uso è però indicato solo per soggetti con più di 12 anni di età, e il KBR3023 (Picaridina), con un migliore profilo di tollerabilità che la rende adatta anche in età pediatrica.